# Пушной промысел в Северной Америке

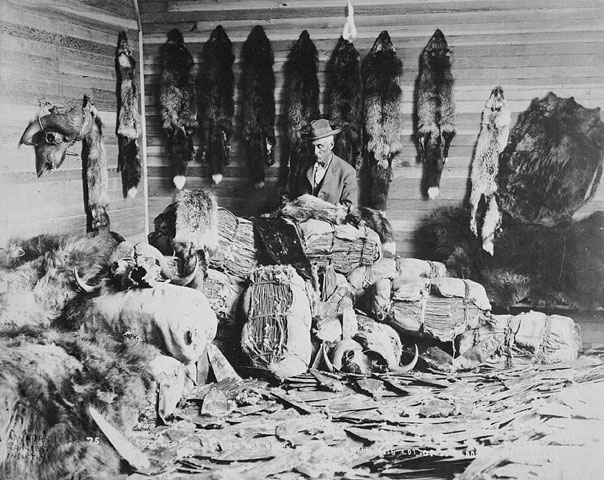
Торговец пушниной из Альберты, 1890 год.

Пушной промысел в Северной Америке — деятельность, связанная с добычей и торговлей пушнины на североамериканском континенте. Коренные жители континента, эскимосы и индейские народы из разных регионов, уже вели между собой торговлю мехами в доколумбову эпоху, при этом европейские колонисты начали участвовать в ней практически сразу же с момента их прибытия в Новый Свет и начали вывозить меха в Европу. 
Французы включились в торговлю в XVI веке, англичане, установившие торговые посты у Гудзонова залива на территории современной Канады, и голландцы — в XVII веке. К XIX веку в Северной Америке стала формироваться сложная торговая сеть из компаний, занимавшихся добычей и продажей пушнины.

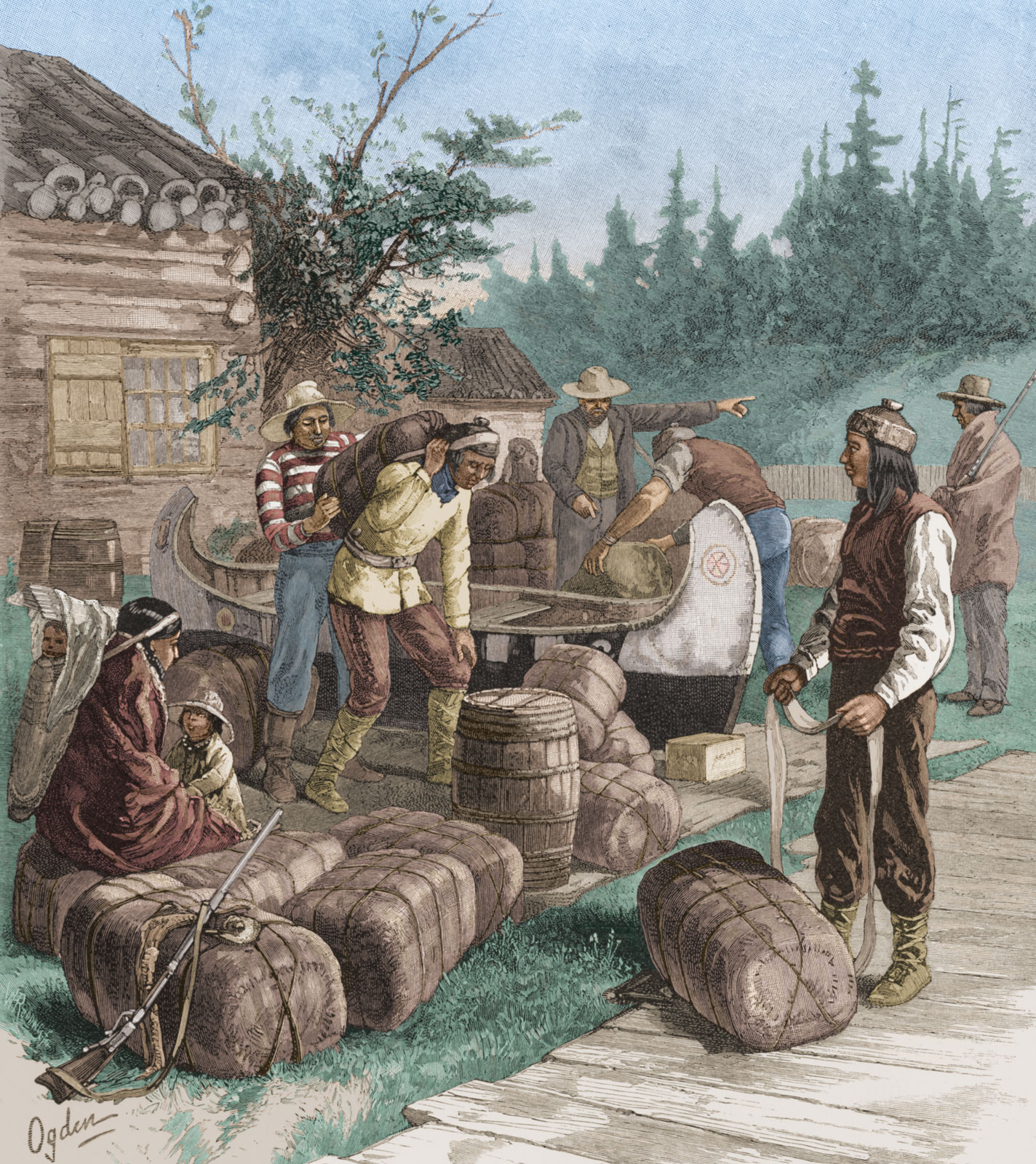
Торговля мехами с индейцами в фактории Компании Гудзонова залива

В Канаде транспортировкой меха в каноэ занимались, в основном, канадские французы, на позднем этапе мехоторговли к этому промыслу подключились также и переселившиеся в Канаду шотландские горцы, которых объединяла с франкоканадцами общая религия. Их называли вояжерами. В то же время, это название символически обозначало принадлежность к легальному, организованному сообществу, в отличие от «лесных бродяг», также в то время участвовавших в меховой торговле.
Пушной промысел долгое время был одним из главных направлений экономики Северной Америки, в нём в разные временные периоды конкурировали между собой французы, британцы, голландцы, испанцы и русские. В ранней истории Соединённых Штатов развитие пушного промысла и вытеснение британцев с их доминирующих позиций в нём было важным вектором развития. Многие индейские племена по всему континенту сильно зависели от торговли мехами, являвшейся единственным источником их дохода. В первой половине XIX века, однако, изменение тенденций моды в Европе привело к катастрофическому падению цена на меха, вследствие чего Американская меховая компания и многие другие крупные компании, занимавшиеся торговлей ими, не смогли выжить. Многие индейские племена вследствие этого оказались в бедственном положении и, соответственно, лишились своего былого политического влияния. При этом добыча и торговля пушниной оставались важной частью экономики западной части Соединённых Штатов вплоть до начала XX века.